# SN 2000fo
SN 2000fo – supernowa typu Ia odkryta 21 grudnia 2000 roku w galaktyce PGC0070148. W momencie odkrycia miała maksymalną jasność 16,50m.